# Croton jatropha
Espèce
Croton jatropha est une espèce de plantes à fleurs du genre Croton et de la famille des Euphorbiaceae, présente au Brésil (Rio de Janeiro, Minas Gerais).
Il a pour synonyme :
- Astraea jatropha, Klotzsch
- Oxydectes jatropha, (Müll.Arg.) Kuntze